# Queanbeyan
Queanbeyan – miasto w Australii, w stanie Nowa Południowa Walia. Miasto zostało założone w 1838 roku. W 2004 miasto zamieszkiwało 34 084 mieszkańców. Urodził się tu Mark Webber. Ośrodek administracyjny hrabstwa o takiej samej nazwie. 
Queanbeyan znajduje się 15 kilometrów od centrum Canberry i bywa uważane za "sypialnię" stolicy federalnej. W mieście znajduje się stacja kolejowa, na której zatrzymują się pociągi z Canberry do Sydney.